# Nálet na Bratislavu

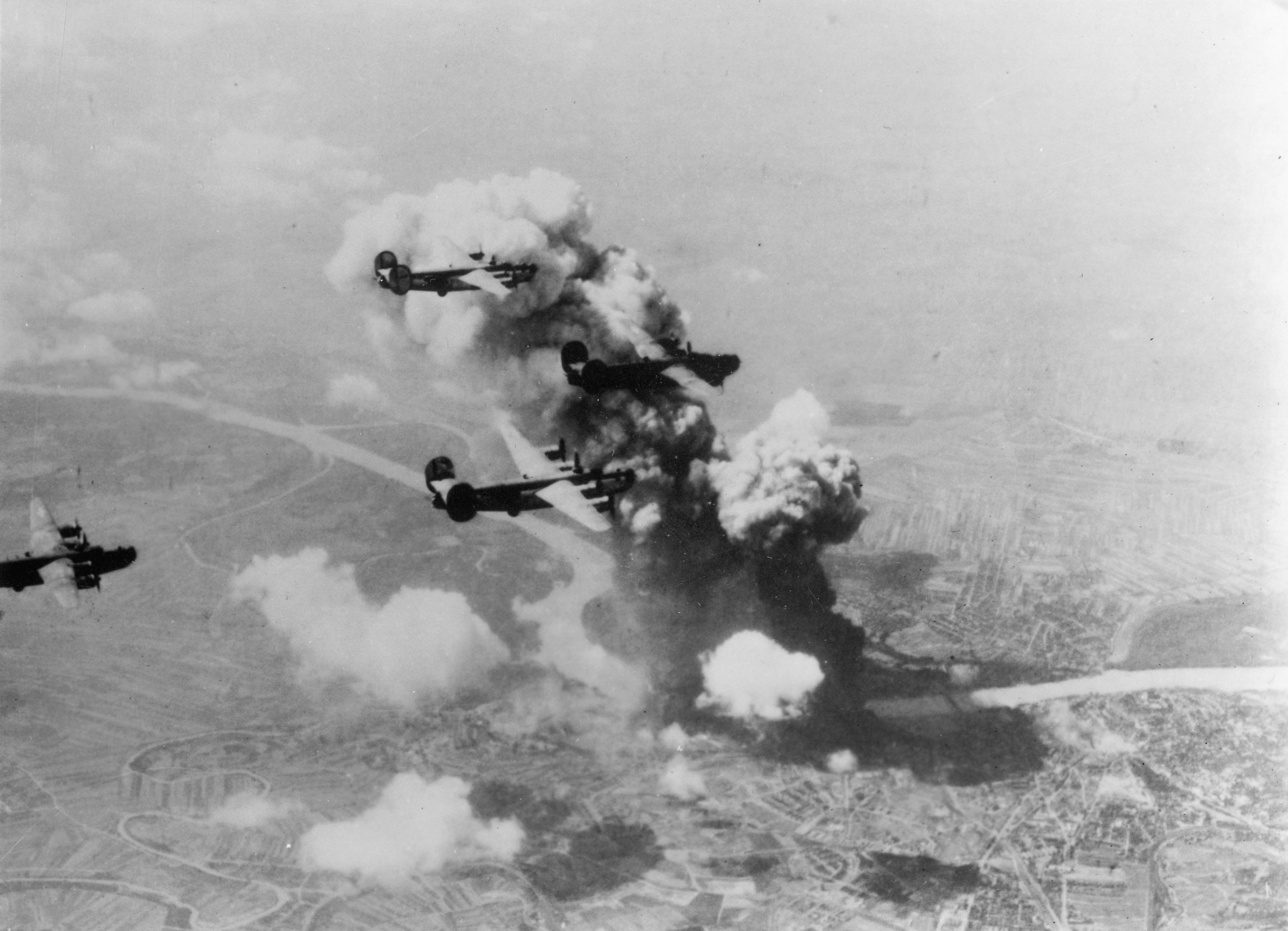
Liberátory 15. letecké armády USA nad Bratislavou 16. června 1944

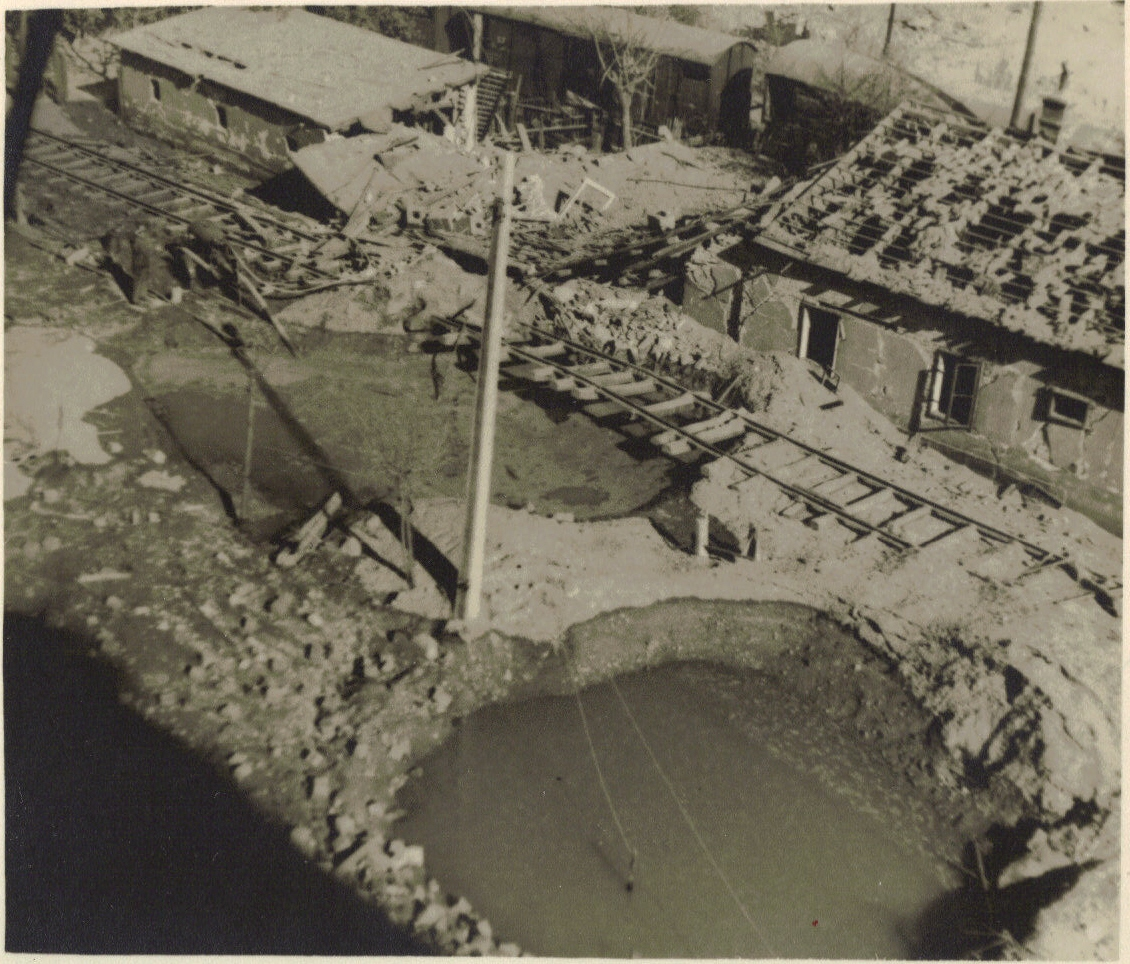
Následky bombardovaní rafinérie (foto září 1944)

Nálet na Bratislavu 16. června 1944 (označovaný i jako bombardování rafinerie Apollo) byl první nálet amerického letectva na hlavní město tehdejší Slovenské republiky během druhé světové války. Šlo také o první letecký útok západních Spojenců (kterým Slovenská republika vyhlásila válku 12. prosince 1941) na území Slovenského státu. Celkem 158 bombardérů B-24 Liberator 15. letecké armády USA zaútočilo 16. června 1944 ve čtyřech vlnách v době od 10:11 do 10:21 hodin na bratislavskou rafinerii Apollo, která byla jejich hlavním cílem, ale také na Zimní přístav a železniční Štefánikův most přes řeku Dunaj. Poškozeno bylo i množství obytných budov či různé významné budovy ve městě, například městská plynárna a Slovenské národní muzeum. Podle různých odhadů zahynulo 118 až přes 770 lidí.

## Průběh
V létě 1943 se území Slovenského státu dostalo do dosahu amerického letectva ve Středomoří. Koncem roku se 15. letecká armáda USA zapojila do ničení vybraných strategických cílů ve střední Evropě. Rostoucí síla a nakonec absolutní vzdušná převaha západních Spojenců se v roce 1944 projevila i na Slovensku. Mohutné svazy amerických bombardérů a stíhaček neohroženě přelétaly přes slovenský vzdušný prostor. Až do poloviny června 1944 však území SR cíleně nebombardovaly. Slovenská vzdušná obrana proto dostala instrukci neútočit na Američany, pokud nebudou útočit oni. Není však jasné, zda to bylo z toho důvodu, aby se pro připravované protiněmecké ozbrojené vystoupení zachovalo co nejvíce bojeschopné techniky, nebo z obavy před možnou odplatou v podobě leteckého bombardování. Tento stav vyvolával dojem, že válka se odehrává jen mezi mocnostmi a Slovenska se téměř netýká. Nařízení Civilní protiletecké ochrany v podobě zatemňování či přesunů do krytů lidé často ignorovali.
V pátek 16. června 1944 vyslala 15. letecká armáda do vzduchu 489 bombardérů Consolidated B-24 Liberator a 169 bombardérů Boeing B-17 Flying Fortress. Ke stíhací ochraně jim vzlétlo celkem 290 letadel – 112 dvoumotorových P-38 Lightning, 136 P-51 Mustang a 42 P-47 Thunderbolt. Cílem bombardérů byly ropné rafinerie v oblasti Vídně. Další čtyři skupiny Liberatorů, které spolu tvořily 47. bombardovací křídlo (47th Bombardment Wing, 47th BW), měly jiný cíl. Bojový let 47th BW začal krátce před šestou hodinou ráno, kdy v jižní Itálii na základně Lecce začaly startovat Liberatory 98. bombardovací skupiny (98th Bombardment Group, 98th BG). Jejich úkolem, jakož i úkolem dalších tří skupin 47. křídla, bylo provést nálet na rafinerii minerálních olejů Apollo v Bratislavě, jakož i na další cíle vojenského charakteru. Rafinerie Apollo se cílem amerického leteckého útoku nestala náhodně, protože se asi 1,3 % podílela na produkci Německé říše, a podle americké rozvědky se řadila mezi desítku největších producentů ropných produktů ve střední Evropě (kromě rumunské Ploješti). V rámci spojenecké letecké války proti závodům vyrábějícím ropné produkty pro německý Wehrmacht, jakož i pro armády jejich spojenců, nemohl tento významný vojenský cíl zůstat mimo zájem plánovačů leteckých útoků.
Mohutný svaz amerických bombardérů a stíhaček se postupně od jihu blížil přes Jugoslávii do prostoru střední Evropy. V 8:55 hodin se k první skupině bombardérů nad Banja Lukou připojilo 40 stíhaček P-47 Thunderbolt z 332. stíhací skupiny (332nd Fighter Group, 332nd FG), která byla známa tím, že její personál tvořili převážně černoši. V prostoru nad Balatonalmádi v Maďarsku však stíhači ochranu předali jiné letce a obrátili se zpět, protože Thunderbolty neměly dostatečný dolet. Letci 332nd FG se během tohoto letu nesetkali s žádnými nepřátelskými letadly. Protivzdušná obrana Říše (Reichsluftverteidigung) mezitím zmobilizovala jednotky 8. stíhací divize (8. Jagddivision) se sídlem ve Vídni-Kobenzlu a vyslala proti přilétajícím Američanům 68 letadel. Na pomoc přiletěly i jednotky podřízené 7. stíhací divizi, která sídlila ve Schleissheimu, severně od Mnichova. V prostoru mezi Balatonem a Bratislavou se odehrály prudké vzdušné boje. Nad Balatonboglárem se v 9:46 hodin připojily k bombardérům B-24 304. křídla směřujícím na Vídeň dvě letky Lightningů 82. stíhací skupiny. O několik minut později je dostihlo 34 Mustangů 325. stíhací skupiny. Tyto tři letky poskytovaly Liberatorům výškové krytí v široké bojové formaci ve tvaru písmene „V“. Letecká bitva začala nad severním břehem Balatonu. K bombardérům se přiblížila letka Messerschmittů Bf 109, přičemž P-38 z 95. stíhací letky odhodily přídavné nádrže, otočily se čelně útočícím stíhačům a 97. letka zůstala u bombardérů. Ve stejné době se 11 stíhaček, Bf 109 a několik Focke-Wulfů Fw 190, přiblížilo ke druhé skupině bombardérů. Na ty zaútočily Mustangy. Ve vzdušném boji, který se táhl až do oblasti Celldömölk – Pápa, Mustangy 325. skupiny podle amerických hlášení sestřelily čtyři Bf 109 a poškodily jeden Bf 109 a jeden Fw 190 bez vlastních ztrát. Piloti 95. letky 82. stíhací skupiny zaznamenali sestřelení osmi nepřátelských stíhaček při ztrátě tří P-38. Poručíci Carpenter, Hanton a Roberts se na domovskou základnu Vincenzo nevrátili. Letadla 97. letky, která se nemohla zapojit do vzdušných bojů, se při návratu do Itálie spustila k zemi a ostřelovala tři lokomotivy a bárky na Drávě.
Dvacet osm stíhačů 101. stíhací skupiny „Puma“ Maďarského královského letectva vzlétlo z letiště Veszprém na Bf 109G pod velením majora Aladára Heppese a v 9:34 hod. zastihli jihovýchodně od Tihany skupinu bombardérů směřující na sever. Lightningy chránící bombardéry přiměly maďarské stíhače bojovat a pak se bránit. Někteří piloti sváděli z velké výšky až téměř k zemi beznadějný boj proti převaze P-38. Američané také stříleli na maďarské piloty snášející se na padáku i na zemi. První soustředěný útok na americké bombardéry se uskutečnil nad jižním Slovenskem v oblasti mezi městy Párkány (dnes Štúrovo) a Galánta (dnes Galanta). Dvoumotorové Messerschmitty Me 410 se raketovými útoky snažily rozbít těsné formace bombardérů a usnadnit tak práci pro jednomotorové stíhačky. Koordinovaný útok způsobil Američanům ztrátu dvou B-17, dvanácti B-24, sedmi P-38 a jedné P-51. Němečtí stíhači si nárokovali 26 sestřelů amerických letadel ve vzdušném boji. Další nároky vznesli maďarští stíhači a obsluhy protiletadlového dělostřelectva. Palubní střelci bombardérů a doprovodní stíhači si nárokovali 70 zničených nepřátelských letadel. Luftwaffe ztratila pět Me 410, jeden Bf 110 a čtyři Bf 109. Maďarské královské letectvo zaznamenalo ztrátu deseti Bf 109 a další tři byly poškozeny.
Na Liberatory směřující na Bratislavu nejprve zaútočily Bf 109, přičemž jeden z nich se srazil s B-24. Do vzdušného boje se zapojily i dvoumotorové stíhačky a střelci bombardérů nahlásili, že jich sestřelili devět. Stíhací ochranu B-24 letícím na Bratislavu zajišťovalo 34 Mustangů 52. stíhací skupiny. V 10:11 hodin shodila první vlna 38 Liberatorů z 376. bombardovací skupiny 89,5 tun bomb na areál rafinerie minerálních olejů Apollo. K jejich útoku se v 10:15 hodin přidalo 39 B-24 ze 449. bombardovací skupiny, které z výšky 6 500 až 7 000 m shodily na hustým kouřem zahalený cíl dalších 95,75 tun leteckých bomb. V této době začaly americká letadla ostřelovat dělostřelecké jednotky protiletadlové obrany Bratislavy. Palbou z protiletadlových kanónů sestřelily dva Liberatory 376th BG a vážně poškodily jeden B-24 450. bombardovací skupiny. Lehce poškodily dalších 31 bombardérů, přičemž střepiny z granátů zabily sedm amerických letců. Třetí vlna bombardérů sestávající z 38 Liberatorů 450. bombardovací skupiny se nad cíl dostala o dvě minuty později, čili v 10:17 hodin. Bombometčíci této skupiny odhodili z výšky 6 000 až 6 200 m na cíl 92 tun bomb. B-24 98. skupiny se nad cíl dostaly jako poslední, přičemž v 10:21 hodin shodili na již hořící rafinérii 92,5 tun bomb. Američané shodili na Bratislavu celkem 369 tun bomb, které kromě rafinerie Apollo zasáhly i Zimní přístav, kde potopili 15 lodí včetně 6 vlečných a 4 tankových člunů, železniční Štefánikův most přes řeku Dunaj, budovu dnešního Slovenského národního muzea na Vajanského nábřeží, Ministerstvo dopravy a veřejných prací na Kempelenově ulici, Dunajské kasárny, budovu tehdejšího Slovenského rozhlasu na Jakubově náměstí, jakož i další budovy na Dřevěné ulici, Suchém mýtu, Tallerově ulici, Vysoké ulici, Karadžičově ulici, Grösslingově ulici a v Petržalce. Civilní obyvatelstvo Slovenska poprvé za druhé světové války zažilo hrůzy letecké války. Hlásná služba však nálet veřejnosti neavizovala. Objekty s různými hořlavinami vybuchovaly či hořely ještě dlouho po bombardování. Hlavní město se najednou ocitlo bez vody, elektřiny i plynu. Škody se odhadovaly na více než 300 milionů korun slovenských.
Slovenské stíhací letectvo proti Američanům nezasáhlo. V 9:20 hodin odstartovalo z piešťanského letiště šest pilotů Pohotovostní letky Slovenských vzdušných zbraní na stíhačkách Bf 109G-6 pod velením nadporučíka Vladimira Kriška, ale na mohutný svaz amerických bombardérů a stíhaček nezaútočili. V době bombardování hlavního města Slovenska se nacházeli mimo oblast Bratislavy v blízkosti jiného amerického svazu ve výšce 7 600 m. Když ve vzduchu dostali zprávu o bombardování Bratislavy, bez váhání v pětici zamířili do nebezpečné oblasti, ale když tam přiletěli, už neměli proti komu zasáhnout. Americká letadla už z prostoru odlétala, a tak neucelená sestava slovenského roje nakonec zamířila na piešťanské letiště. Přestože slovenští stíhači nemohli z objektivních příčin ani zčásti eliminovat americký letecký útok, příslušníci Německé letecké mise na Slovensku (Deutsche Luftwaffenmission in der Slowakei) je neprávem označili za zbabělce. Tato urážka nakonec vyústila v útok osmičlenné skupiny slovenských stíhačů na americký bombardovací svaz o 10 dní později, který si vyžádal životy tří pilotů a znamenal také ztrátu šesti moderních letadel Bf 109G-6, s nimiž se počítalo v připravovaném ozbrojeném vystoupení proti Němcům.
Americké velení letectva zhodnotilo výsledky náletu jako velmi dobré, protože bratislavská rafinerie byla zničena na 80 %. Podle dobových zpráv zahynulo v areálu rafinerie během náletu 74 zaměstnanců. Dalšími oběťmi byly náhodné osoby ve městě, kde dopadly americké bomby. V bratislavských nemocnicích po náletu ošetřili 585 osob a 717 osob bylo pohřešováno. Podle pozdějších zpráv přišlo o život při prvním americkém leteckém útoku na Slovensko celkem 118 lidí. Údaje o obětech se různí. Různé zdroje stanovily množství zabitých na 300 osob, ale podle Civilní protiletecké obrany (CPO) Slovenské republiky počet obětí přesáhl číslo 770. Mezi zmíněnými oběťmi byli podle dostupných informací jen tři vojáci slovenské armády, zbytek byli zaměstnanci rafinérie a jiní civilisté. Pohřbu obětí na tehdejším Ústředním hřbitově ve Slávičím údolí 19. června se zúčastnily tisíce lidí. Den po náletu tisková agentura STK pragmaticky upozorňovala obyvatele Bratislavy, aby se nedotýkali neznámých shozených předmětů a každý nález hned ohlásili orgánům bezpečnostní služby nebo službě CPO. Nevybuchlé bomby a kontaminovaná půda sužovaly okolí rafinérie ještě desítky let po náletu.
Americké letectvo bombardovalo Bratislavu po 16. červnu 1944 ještě pětkrát, a to 20. září 1944, 14. října 1944, 6. prosince 1944 (nálet na železniční stanice v Bratislavě a v Devínské Nové Vsi), 7. února 1944 a 26. března 1945. Sovětské letectvo bombardovalo Bratislavu ve dnech 21. a 22. února 1945, cílem byly kasárny, železnice a vojenské letiště ve Vajnorech.